# 阿特柔斯寶庫

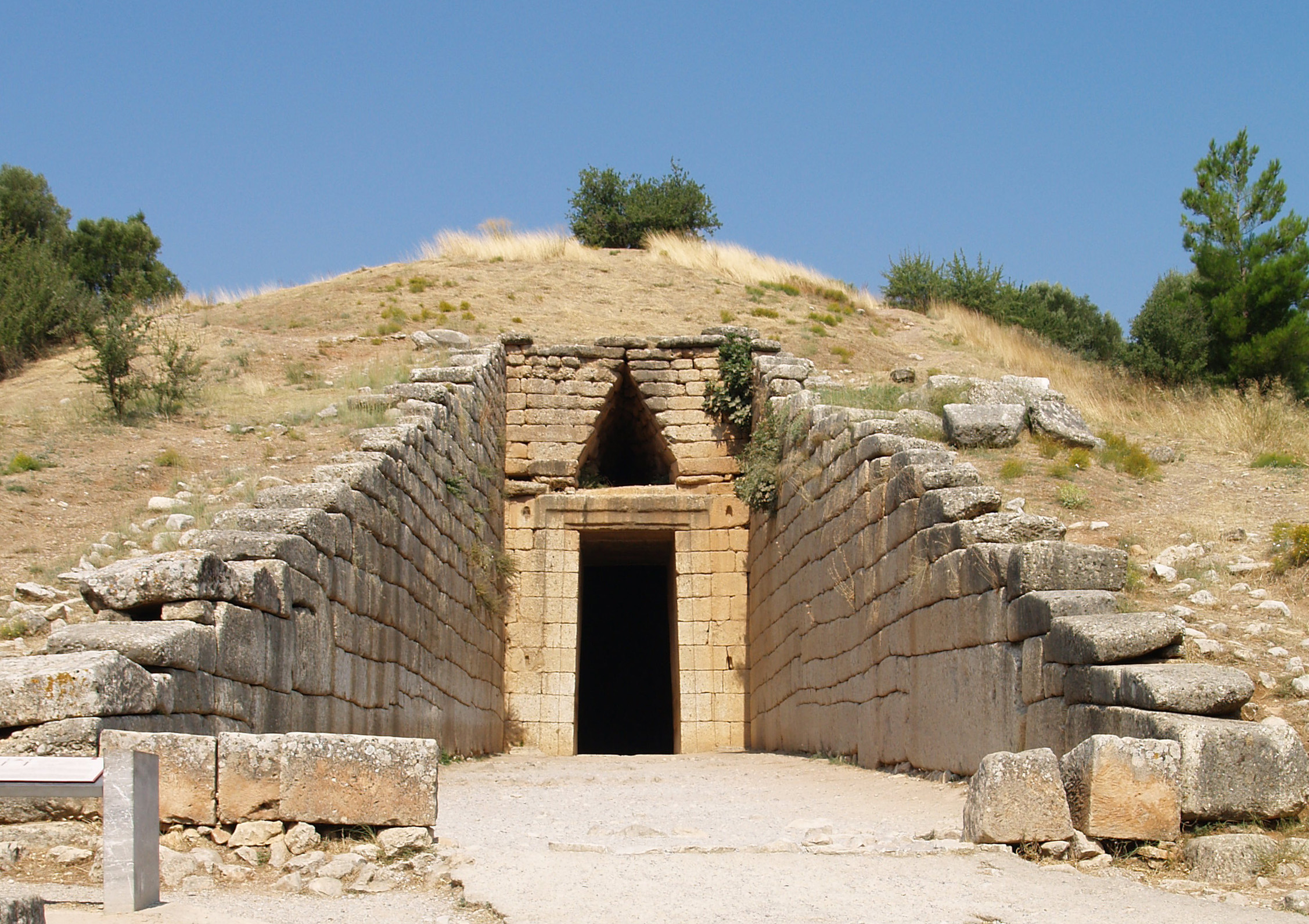
阿特柔斯寶庫的德羅莫斯

阿特柔斯寶庫或阿伽門農之墓，是希臘邁錫尼 Panagitsa 山上的一座大型 tholos 或蜂巢狀墳墓，建於公元前1250年左右的青銅時代。門口上方的過樑重120噸，尺寸約為 8.3 x 5.2 x 1.2m，是世界上最大的。該墓的使用時間不詳。公元2世紀羅馬地理學家保薩尼亞斯曾提到。1879年仍然可見，德國考古學家海因里希·施里曼在邁錫尼衛城的廣場下發現豎井墳墓。
墳墓可能保存著完成重建堡壘的君主或其繼承人的遺體。它的風格與邁錫尼文明的其他陵墓相同，其中在邁錫尼城堡周圍總共有九個，在阿爾戈利斯還有更多。然而，由於其雄偉的外觀，它被認為是邁錫尼時代現存最令人印象深刻的考古遺址之一。
這座墳墓可能與阿特柔斯或阿伽門農（荷馬、古希臘編年史詩和俄瑞斯忒亞中，邁錫尼或阿爾戈斯的傳奇統治者）沒有任何關係，因為考古學家認為埋在那裡的邁錫尼君主的統治時期比國王更早；它由海因里希·施利曼命名，此後一直使用該名稱。關於特洛伊戰爭的歷史，施利曼試圖將邁錫尼和希薩里克聯繫起來，這是一個長期和持續爭論的問題。

## 結構
墳墓被挖掘到山的一側。它由一個圓形的半地下房間組成，帶有一個截面呈橢圓形的疊澀拱。內部高度為 13.5m，直徑為 14.5m。在巴亞水星神殿和羅馬萬神殿建造前，它是世界上最高和最寬的穹頂建築，長達一千多年。房間是在山坡上通過垂直挖掘建造，就像一口井一樣，然後從房間的地板開始用石頭砌牆和屋頂，最後回填上面的泥土。方石的砌體結構呈環狀，每一層連續向內突出一點，直到頂部只留下一個小開口。

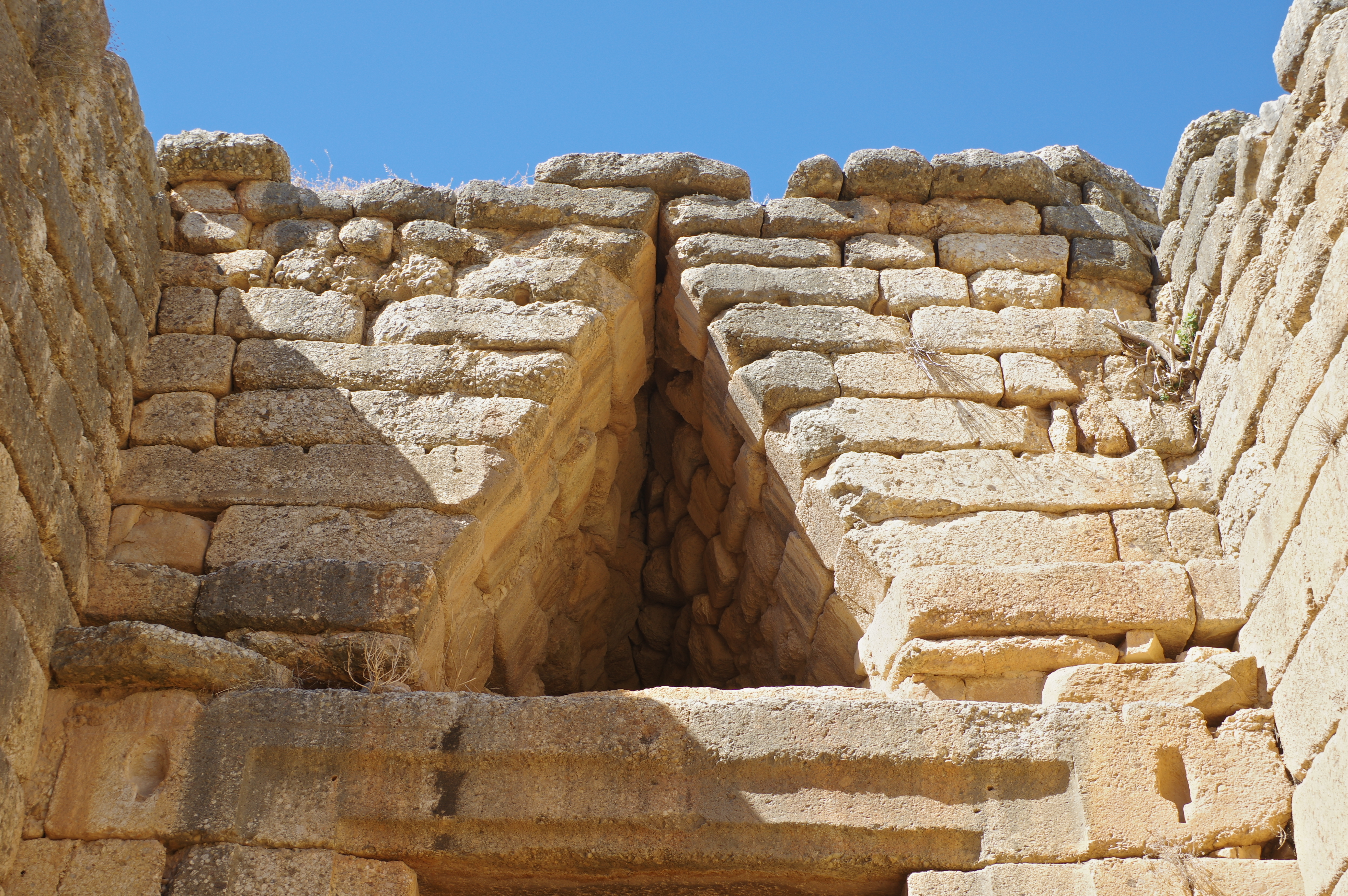
入口上方三角形的空間

入口上方有一個三角形的空間，被稱為緩衝三角區，旨在將結構的重量從過樑集中到結構的側面，防止過樑因壓力而破裂。放置巨石時要非常小心，保證拱頂在承受自身重量壓力時的穩定性。這提供了一個平滑的內表面，可以放置金、銀和青銅裝飾在上。
墳墓是從一個傾斜未覆蓋的大廳或德羅莫斯（dromos，通往地底古墓或古廟的地道），長36米，牆壁只由石頭砌成。一條短通道通向實際的墓室，該墓室被挖成一個近乎立方體的形狀。
墳墓的入口處裝飾華麗，綠色石灰石半柱，豎井上有鋸齒形圖案，門的柱頂過樑帶有玫瑰形簷壁飾帶，帶紅色螺旋裝飾的大理石用於封閉柱頂過樑上方的三角形開口。
19世紀初，湯瑪斯·布魯斯拆除了部分柱子和過樑，現在收藏在大英博物館。柱頭受到古埃的影響，其中一個現存柏林的佩加蒙博物館中，為Antikensammlung Berlin 一部分。其他裝飾鑲嵌了來自馬尼半島（Mani Peninsula）採石場的 rosso antico 大理石。自公元前1700年至1300年間，該採石場出產精美的紅色大理石，後來在泰納倫角（Cape Taenarum）之後被稱為lapis Taenarius，以及綠色雪花石膏。

## 圖集

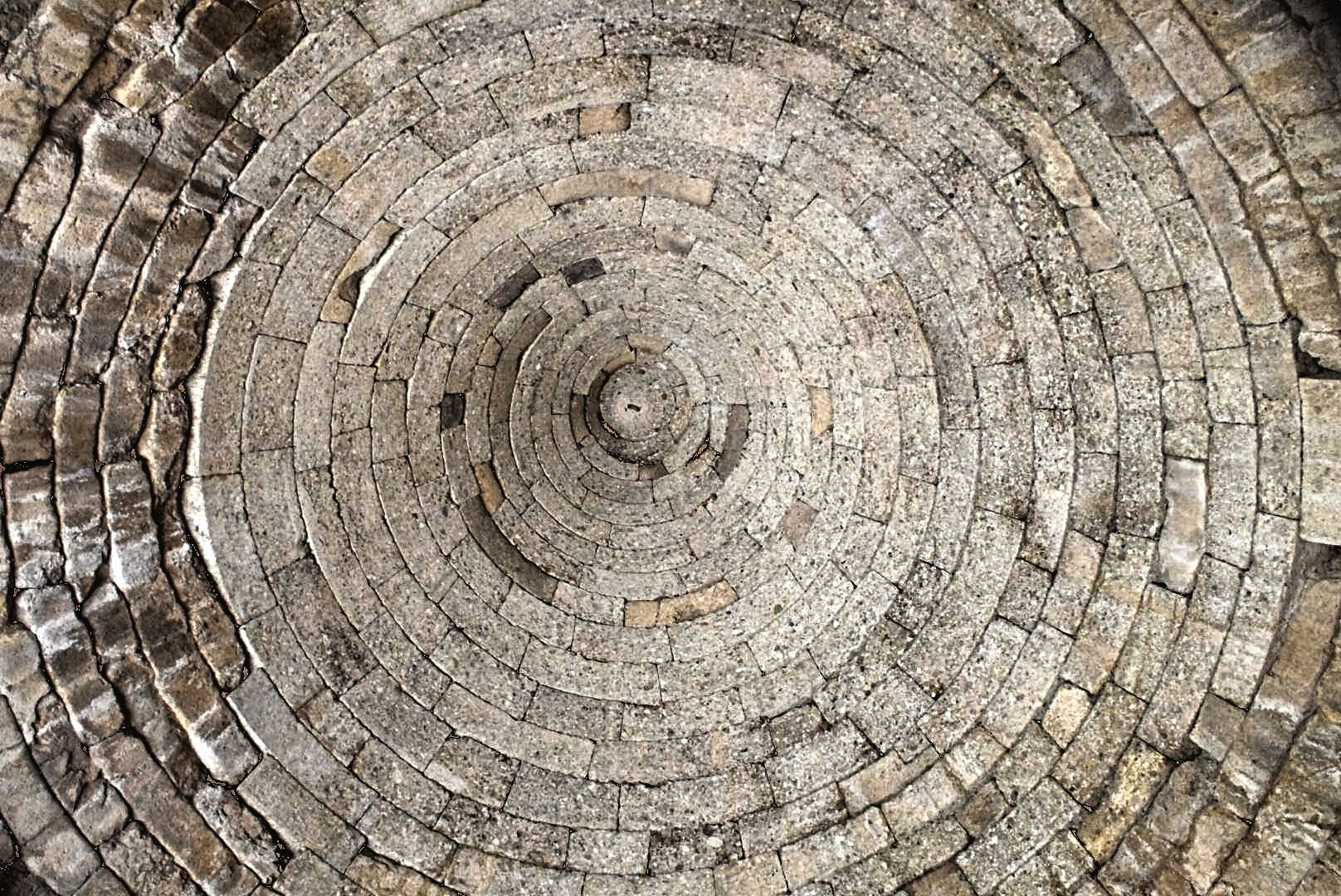
寶庫圓頂
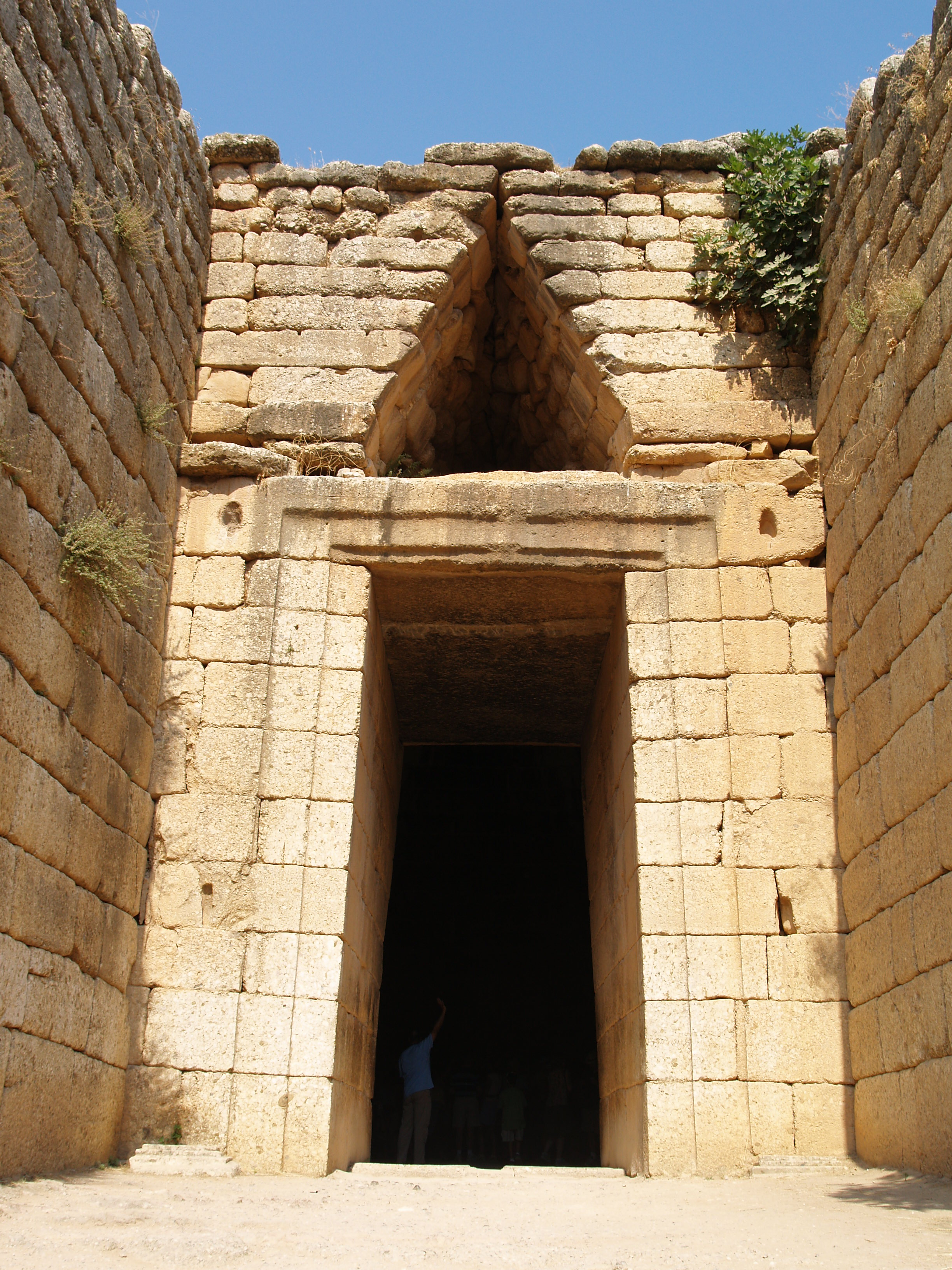
入口詳細圖片
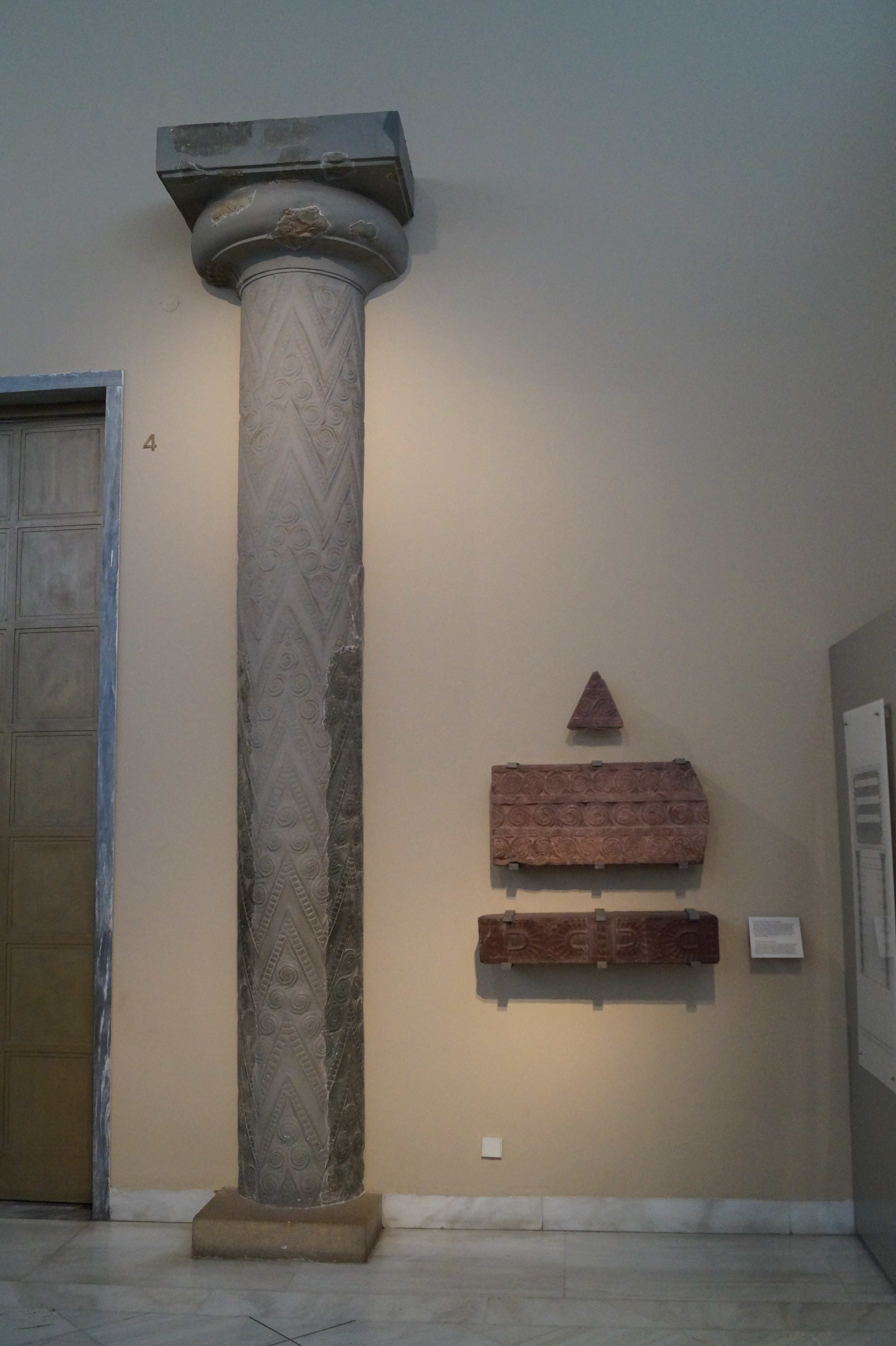
柱頭重建，雅典國家考古博物館
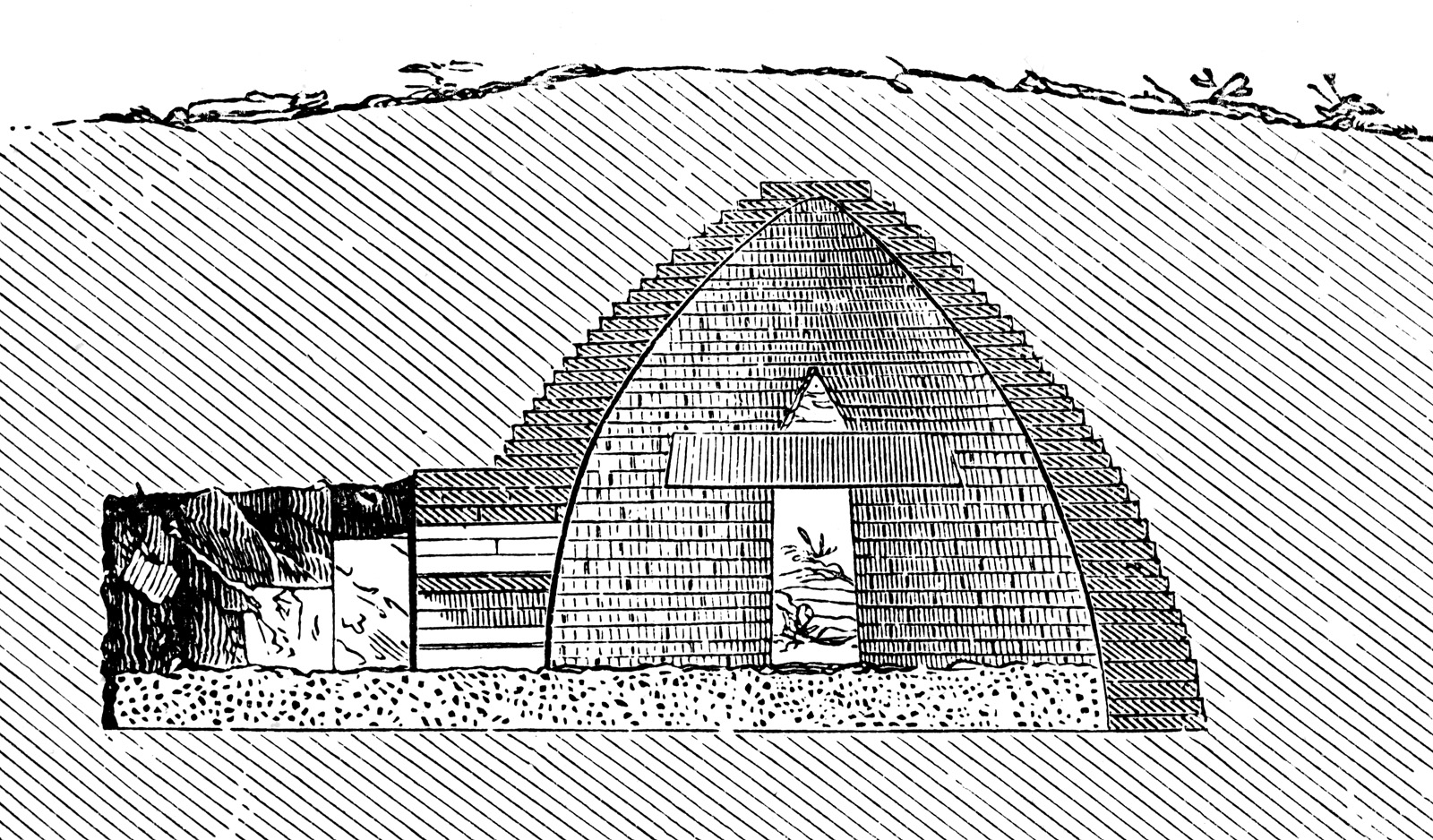
墳墓截圖
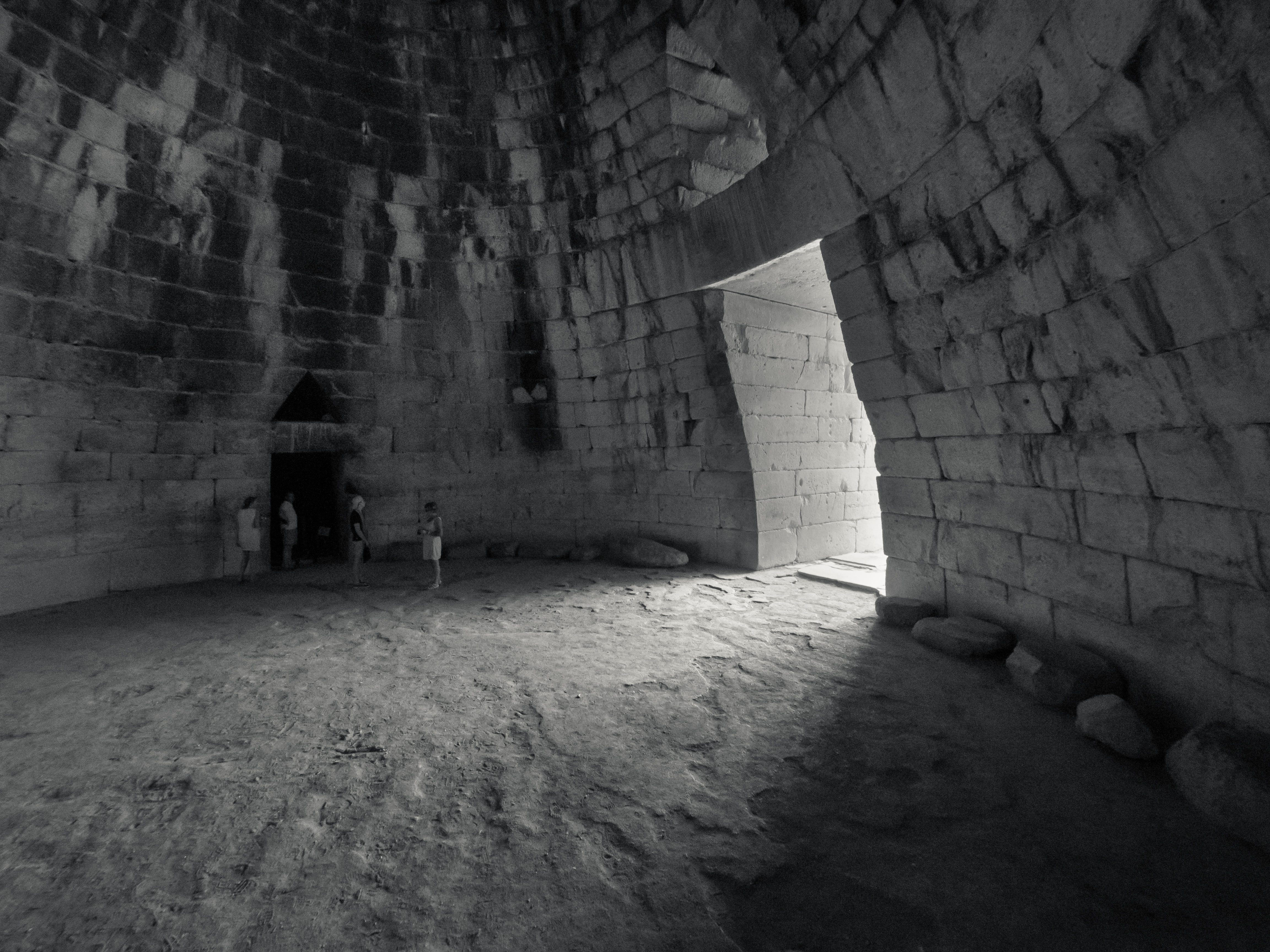
內部